# Batushka
Batushka (Батюшка) — польський блек-метал колектив заснований 2015 року.

## Загальні відомості
Першу композицію, семидюймовий сингл «Yekteníya VII», колектив випустив у 2015 році на лейблі Witching Hour Productions, але жодної особливої уваги платівка не привернула. Відомість та великий ажіотаж серед шанувальників блек-метал сцени з'явилася з релізом дебютного повноформатного альбому «Litourgiya» у грудні 2015 року. Імена учасників, окрім псевдонімів, невідомі. Лейбл стверджує, що музиканти Batushka також є учасниками більш відомих груп. Під час виступів широко використовуються елементи літургійного церковнообрядства. Всі копії дебютного альбому було розпродано за кілька днів. Цифрова копія диску, у мережі та на офіційному сайті лейблу, з'явилася 4 грудня.
У 2016 році, разом із гуртом Behemoth та Bölzer, група вирушила в концертний тур по Польщі під назвою «Rzeczpospolita Niewierna».
У 2017 році виступили на фестивалі Wacken Open Air та Brutal Assault. В 2019 році виникла суперечка між членами колективу Бартоломієм Крисюком і Кшиштофом Драбіковським щодо прав на назв. 6 червня 2019 Бартоломій Крисюк оприлюднив постанову Апеляційного Суду в Білостоку з приводу прав на видання дисків та концертів під назвою «Batushka».
31 липня 2021 р. гурт взяв участь у фестивалі «Файне Місто» в м. Тернопіль. Зокрема, колектив на чолі з фронтменом Кшиштофом Драбіковським закривав Dark Stage фестивалю. Виступ спричинив шквал обговорень у соцмережах — від обурення вірян через відверто антихристиянські образи учасників гурту так і до захоплення фанатів «Батюшки». Мер Тернополя Сергій Надал виступив з вимогою до організаторів «Файного міста» або просити пробачення в тернополян «за антихристиянські дії» учасників гурту, або не проводити фестивалю взагалі.

## Скасування концертів в Росії та Білорусі
На квітень 2016 року було заплановано концерти групи в Москві і Санкт-Петербурзі. Спочатку концерт був скасований в Санкт-Петербурзі, і пізніше Batushka повідомили, що буде 2 концерти в Москві. Але пізніше були скасовані концерти і в Москві. Через кілька днів концерт в Мінську також був скасований християнськими організаціями. З запланованих у турі відбувся лише концерт 28 травня у Києві.

## Склад
- Христофор Драбиковський — гітара, бас, вокал (з 2015 року)
- Варфоломій Крисюк — вокал (2015—2018)
- Мартин Белемюк — ударні (2015—2018)

## Дискографія

### Альбоми
Батюшка "Драбіковського"
- Літургія (2015)
- Панахида (2019)